# تل کوچک خیارکار
تل کوچک خیارکار یا تنگه هرمز، روستایی از توابع بخش مرکزی شهرستان کهگیلویه در استان کهگیلویه و بویراحمد ایران است.
تل کوچک تشکیل از اهالی ایل بزرگ تامرادی و طایفه با صلابت علیحیدر می باشد تیره کامولا متشکل از فرزندان و نوادگان برادران صیدال و میرزال.
اما چرا لقب این روستا شده تنگه هرمز 
برای رسیدن به پنج روستایی دیگر منطقه دشت کلاچو باید از وسط روستایی تل کوچک رد شد به همین خاطر این لقب را به این روستا پیوند خورده.

## جمعیت
این روستا در دهستان دهدشت شرقی قرار دارد و براساس سرشماری مرکز آمار ایران در سال ۱۳۹۵، جمعیت آن 512 نفر (65خانوار) بوده‌است.
دین مذهب
- «نتایج سرشماری عمومی نفوس و مسکن ۱۳۸۵». درگاه ملی آمار ایران. بایگانی‌شده از اصلی در ۱ ژانویه ۲۰۱۳. دریافت‌شده در ۱ ژانویه ۲۰۱۳.